# Йохан Витевен
Хендрикус Йоханес (Йохан) Витевен (на нидерландски: Hendrikus Johannes (Johan) Witteveen) е нидерландски икономист и политик от Народната партия за свобода и демокрация.

## Биография
Той е роден на 12 юни 1921 г. в Зейст. Завършва Ротердамския еразмов университет и през 1947 г. започва работа в ръководеното от Ян Тинберген Централното бюро за планиране – автономен държавен институт за икономически анализи.
През 1963-1965 г. е министър на финансите в правителството на Виктор Марейнен, а през 1967-1971 е вицепремиер и отново финансов министър в кабинета на Пийт де Йонг. От 1973 до 1978 г. е управляващ директор на Международния валутен фонд.